# Villa Lutherstraße 6 (Radebeul)
Die Villa Lutherstraße 6 steht im Stadtteil Kötzschenbroda der sächsischen Stadt Radebeul. Sie wurde 1896/97 durch den Baumeister Ernst Kießling errichtet. Die Farbglasfenster mit Landschaftsdarstellungen stammen aus der Zeit nach 1900.

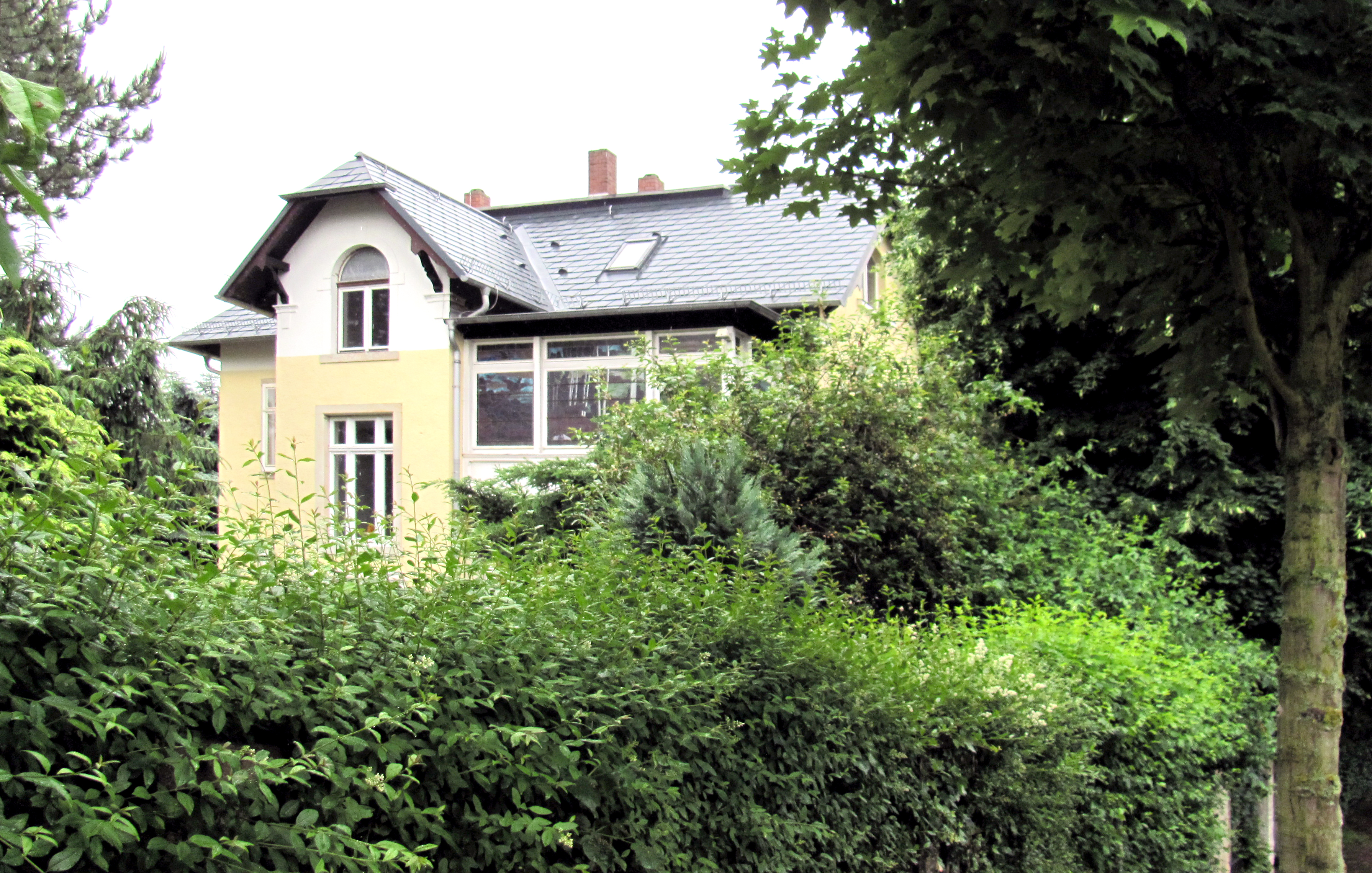
Villa Lutherstraße 6

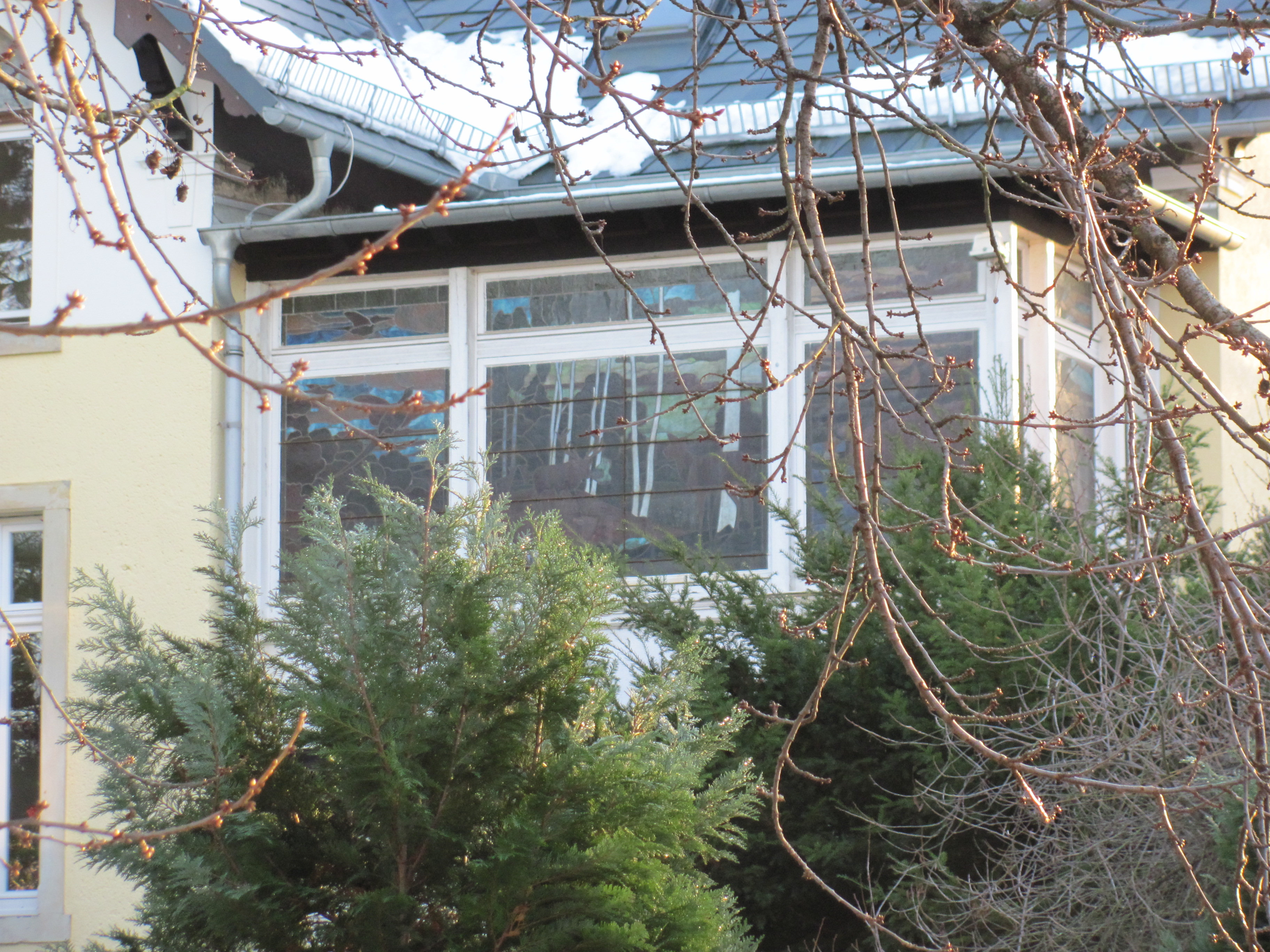
Kunstglasfenster in der Lutherstraße 6

## Beschreibung
Die zweigeschossige, denkmalgeschützte Villa steht auf einem Syenit-Bruchsteinsockel. Sie hat einen „asymmetrische[n] Grund- und Aufriss“ sowie ein weit überkragendes, schiefergedecktes Plattformdach.
In der asymmetrischen Straßenansicht nach Westen steht links ein Seitenrisalit mit Zwillingsfenstern und Krüppelwalmgiebel mit Rundbogenfenster. In der linken Seitenansicht steht von der Mitte aus nach hinten gerückt, sodass dahinter noch eine Fensterachse Platz hat, ebenfalls ein Krüppelwalmrisalit für das Treppenhaus mit einem breiteren Rechteckfenster auf halber Höhe und einem Rundbogenfenster oben. Im Winkel zwischen beiden Risaliten befindet sich eine zweigeschossige Veranda, verglast mit vollflächigen Buntglasfenstern.
Der Putzbau weist inzwischen nur noch reduzierte Gliederung auf, die Ecklisenen und Gesimse sind beseitigt. Die Fenster werden von Sandsteinelementen begleitet.